# Medytacja transcendentalna

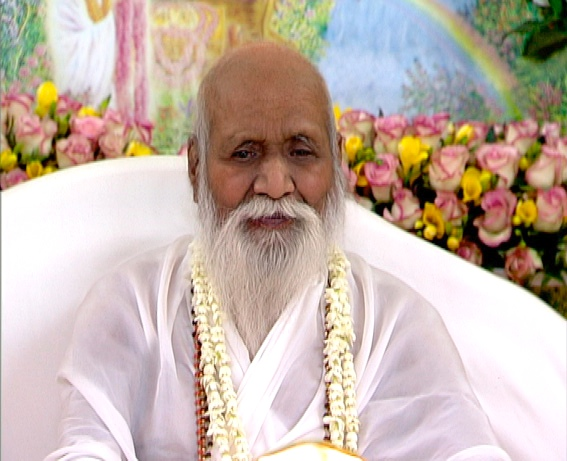
Maharishi Mahesh Yogi – twórca medytacji trancendentalnej (2007)

Medytacja transcendentalna (ang. Transcendental Meditation, TM) – oparta na mantrach technika medytacyjna i związany z nią ruch duchowy zapoczątkowany przez Maharishiego Mahesha Yogiego w latach sześćdziesiątych XX w. 
Na początku XXI w. liczba ludzi, którzy przeszli przez kurs medytacji transcendentalnej szacowana jest na 6 milionów. Liczba członków ruchu jest nieznana . 

## Technika medytacji transcendentalnej

Sylaba Om jest jedną z mantr w medytacji transcendentalnej.

Maharishi Mahes Yogi stworzył technikę medytacji transcendentalnej pod koniec lat pięćdziesiątych XX w. . Wcześniej, przez kilkanaście lat był uczniem guru Brahmanandy Saraswatiego, a także ukończył studia fizyczne i matematyczne na Uniwersytecie w Allahabadzie. W swoim nauczaniu, Maharishi połączył myśl wedantyjską, Wedy oraz język współczesnej nauki (np. fizyki kwantowej). Nauka służyła mu do legitymacji systemu wierzeń, a także pozwalała mu formułować przesłanie w sposób atrakcyjny dla zachodniej umysłowości. 
Medytacja ta opiera się na krótkich sanskryckich mantrach (słowach lub krótkich zwrotach), powtarzanych wielokrotnie w myślach. Mantra jest dostosowana do konkretnej osoby. Medytujący musi zostać wprowadzony przez mistrza, który daje uczniowi instrukcje i dobiera jego mantrę, kierując się jego temperamentem, stylem życia i zawodem. W dalszej kolejności następują trzy sesje sprawdzające, w trakcie których uczeń medytuje pod nadzorem mistrza. Później uczeń zaczyna samodzielną medytację, w dwóch dwudziestominutowych sesjach dziennie . Cały proces wprowadzania adepta w technikę, obejmuje siedem etapów.
Medytacja ma pomóc w skupieniu się, głębokiej relaksacji, a poprzez aktywizację myśli pozwolić medytującemu dotrzeć do głębszych poziomów świadomości (których jest siedem), głębokiego zadowolenia, witalności i kreatywności . Miała być techniką prostą, „naturalną” i dostępną dla każdego. Na początkowym etapie, adepci nie muszą być nawet przekonani co do jej skuteczności, aby dała ona efekty. 
Efekty medytacji transcendentalnej były od lat 70. XX w. przedmiotem licznych badań naukowych, pionierskich względem efektów praktyk duchowych i religijnych na zdrowie. Ich wyniki wskazywały na stan „zrelaksowanej świadomości” (restful awareness), którą osiągali medytujący. Medytacja miała obniżać ciśnienie krwi, pomóc w walce z otyłością, depresją i mieć liczne inne efekty somatyczne. Wartość tych badań pozostaje jednak dyskusyjna.

## Ruch medytacji transcendentalnej
Od połowy lat 50. Maharishi Mahesh Yogi uczył medytacji transcendentalnej w Stanach Zjednoczonych, rozwijając wokół niej szeroki ruch duchowy. W 1958 Maharishi zaproponował TM jako „naukową i praktyczną” odpowiedź na problemy współczesności. Program ruchu i zasady medytacji transcendentalnej zostały opisane w głównym dziele Maharishiego: Nauce o Bycie a sztuce życia (1963).
Jest kwestią sporną, na ile ruch medytacji transcendentalnej jest organizacją uczącą techniki medytacyjnej, a na ile jest organizacją quasi-religijną. Sam Maharishi wskazywał, że jest ona jedynie techniką polepszania jakości życia i może być stosowana przez każdego, bez zmiany jego wierzeń religijnych czy przekonań. Wraz ze wzrostem popularności, znacząco zmienił się jednak charakter ruchu i zaczął on być porównywany z ruchami religijnymi. Pojawiły się w nim elementy wierzeń millenarystycznych. Celem ruchu była przemiana świata i ludzkości. W wyroku z 20 października 1977 r. Sąd Okręgowy New Jersey uznał medytację transcendentalną za praktykę religijną .
Ruch zyskał ogromną popularność w latach 60. XX w., gdy uczniami Maharishiego zostali Beatlesi  (a w późniejszym okresie również Beach Boysi). Medytacja transcendentalna stała się ważnym elementem młodzieżowej kontrkultury lat 60. i jednym z czołowych ruchów newage'owych . Medytacja transcendentalna łączona była często z innymi formami duchowości New Age oraz z hippisowskimi eksperymentami z narkotykami (w szczególności LSD).
W 1972 Maharishi ogłosił swój Plan światowy, w którym zakładał, że poprzez wprowadzenie medytacji transcendentalnej do różnych obszarów życia, dokona się całościowe przekształcenie życia ludzi na świecie . Centra medytacji transcendentalnej powstawały licznie na kampusach uniwersyteckich. W 1973 Maharishi założył w Fairfield w Stanach Zjednoczonych Maharishi International University (później Maharishi University of Management), a w 1975 w Seelisbergu w Szwajcarii Maharishi European Research University. Medytacja transcendentalna została też wprowadzona w szkołach publicznych w stanie New Jersey . Utworzono Radę Administracyjną Planu Światowego (World Plan Executive Council), mającą wprowadzać założenia planu w życie. W 1975 Maharishi ogłosił „świt wieku oświecenia”, w którym ludzkość miała osiągnąć pełnię swych możliwości. W połowie lat 70. do programu wprowadzono idee siddha - nadnaturalnych mocy (takich jak lewitacja), którymi mieli dysponować zaawansowani adepci medytacji transcendentalnej . Publiczne prezentacje lewitacji spotkały się z negatywną reakcją mediów obśmiewających „skakanie na matach”. Od lat 90. XX wieku ruch medytacji transcendentalnej stał się jednym z głównych propagatorów ajurwedy .